# Großsteingrab Brauel
Das Großsteingrab Brauel war eine megalithische Grabanlage der jungsteinzeitlichen Trichterbecherkultur bei Brauel, einem Ortsteil von Zeven im Landkreis Rotenburg (Wümme) (Niedersachsen). Es wurde im 19. oder frühen 20. Jahrhundert zerstört. Die Anlage besaß eine Hügelschüttung, in der sich eine dreijochige Grabkammer befand; es dürfte sich um einen Großdolmen gehandelt haben.